# أرهارد فيشر
أرهارد فيشر (بالألمانية: Erhard Fischer)‏ هو مخرج ألماني، ولد في 10 نوفمبر 1922 في رادهبرغ في ألمانيا، وتوفي في 20 ديسمبر 1996 في برلين في ألمانيا.